# Francesco Buhagiar
Francesco Buhagiar (7. září 1876, Qrendi – 27. června 1934, San Ġiljan) byl maltský politik a v letech 1923 až 1924 druhý předseda vlády Malty.

## Život
Buhagiar se narodil 7. září 1876 v Qrendi na Maltě jako syn Michela Buhagiara a Filomeny Buhagiary. V roce 1901 vystudoval právo na Maltské univerzitě a zahájil svou kariéru úspěšného právníka se specializací na občanské a obchodní právo.
Po dvaceti letech advokacie se rozhodl přidat k nově vzniklé politické straně Ignazia Panzavecchia‚ s názvem Maltská politická unie (Unjoni Politika Maltija – UPM). To se mu vyplatilo, protože ve volbách v roce 1921 tato strana zvítězila a získala 14 křesel. Od října roku 1922 vykonával funkci ministra spravedlnosti a v roce 1923 nahradil Josepha Howarda na postu předsedy vlády. Tuto funkci vykonával až do roku 1924, kdy byly nové volby. V nich získala UPM pouze 10 křesel a musela vytvořit koalici s Demokratickou nacionalistickou stranou.
Poté odešel z politiky a vrátil se k právu. Byl jmenován soudcem vrchního soudu a na tomto postu setrval až do roku 1934.
Zemřel v 57 letech v důsledku komplikací s apendicitidou v nemocnici Blue Sisters Hospital. Je pohřben na hřbitově Addolorata v Paolu.
Francesco Buhagiar byl ženatý s Enrichettou Saidovou a měli spolu pět dětí. Je na něj vzpomínáno jako na velice respektovaného politika a uznávaného právníka.